# Edewalle
Edewalle é uma localidade da deelgemeente belga de Handzame, município de Kortemark, província de Flandres Ocidental. Possui uma padaria, uma escola primária e a igreja de Nossa Senhora.

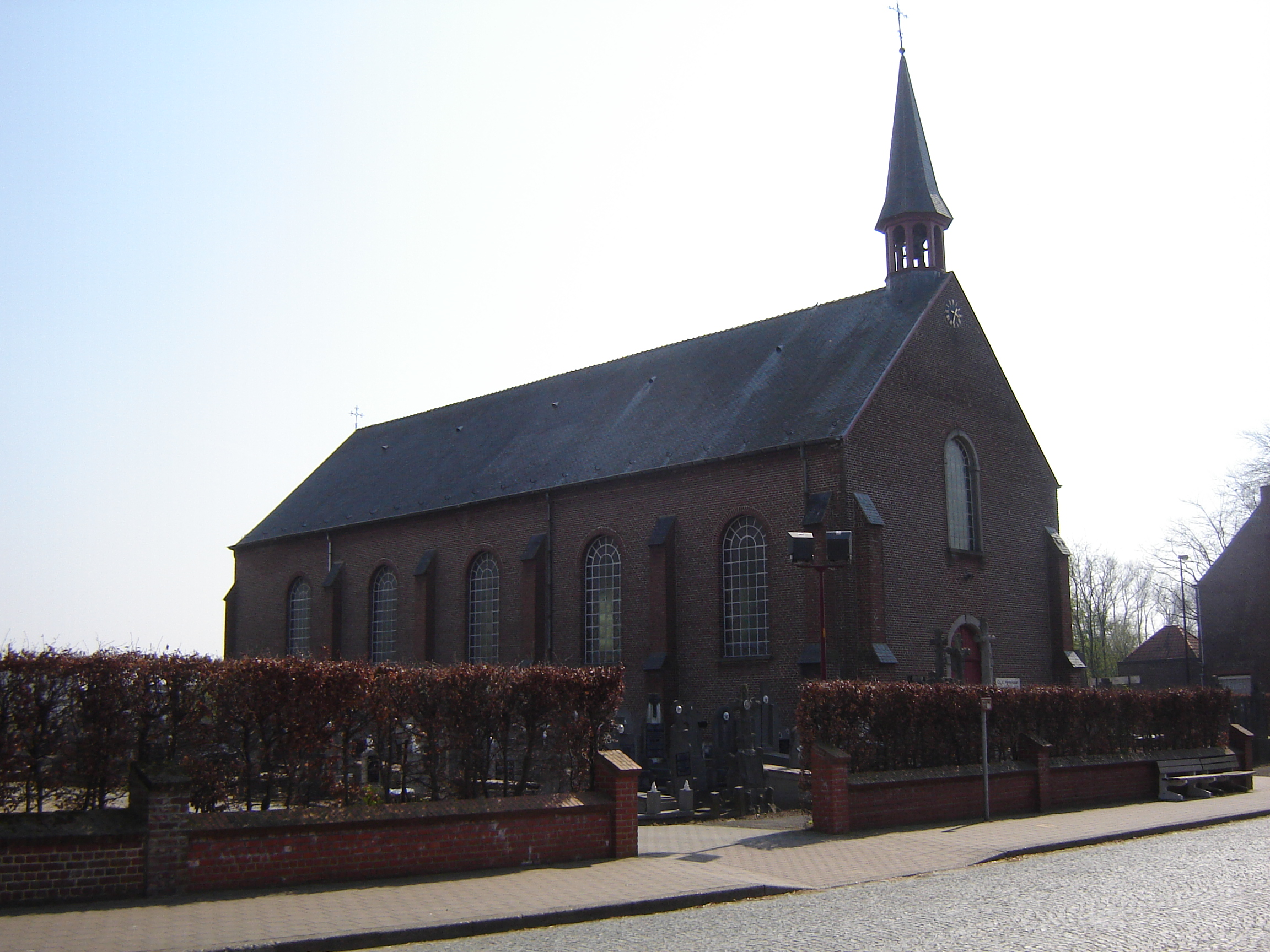
Igreja de Nossa Senhora, em Edewalle.